# Frank Shields
Francis Xavier Alexander Shields Sr., detto Frank (New York, 18 novembre 1909 – New York, 19 agosto 1975), è stato un tennista e attore statunitense.

## Biografia
I suoi genitori erano Alexander John Shields, Jr. e Alice Haggerty.
Divorziato dalla prima moglie Rebecca Tenney, con cui era stato sposato dal 1932 al 1940, nello stesso anno sposò la principessa donna Marina Torlonia dei principi di Civitella-Cesi con la quale ebbe due figli, Marina e Frank jr, che, sposata Teri, fu padre di Brooke Shields, famosa attrice e per un breve periodo moglie del tennista Andre Agassi; in seguito, dopo averne divorziato nel 1949, nello stesso anno Frank Shields sposò Katharine Mortimer, da cui ebbe tre figli.
Dopo aver concluso l'attività agonistica, Shields intraprese brevemente la carriera cinematografica; in essa non riveste ruoli di primo piano ma la sua bella presenza lo fa notare in film di buon livello quali L'incrociatore misterioso, film del 1935 di Edward Sedgwick, Ambizione, del 1936, di Howard Hawks, Strada sbarrata di William Wyler e Hoosier Schoolboy, di William Nigh, entrambi del 1937.

## Carriera
Otto volte tra il 1928 ed il 1945 nella top 10 degli Stati Uniti, in singolare Shields raggiunge due finali del Grande Slam, la prima agli U.S. National Championships 1930 dove viene sconfitto in cinque set dal connazionale John Doeg, la seconda l'anno successivo a Londra in un esito apparentemente rocambolesco che lasciò persino spazio a dubbi. Testa di serie numero 3 nel torneo di Wimbledon, infatti, Shields perde un solo set nei primi quattro round mentre nei quarti di finale batte il campione di casa Bunny Austin; in semifinale sconfigge in quattro combattuti set il primo in classifica Jean Borotra ma non scende nemmeno in campo in finale, a causa di un infortunio alla caviglia subito durante quest'ultimo incontro. Per la prima volta, la vittoria del torneo veniva assegnata "a tavolino", ossia senza che l'incontro fosse disputato. Ad aggiudicarsela, è Sidney Wood, amico di Shields e suo partner di Doppio in Coppa Davis. All'epoca tale vittoria è considerata sospetta dall'opinione pubblica in quanto si riteneva che Shields si fosse ritirato su pressione dell'United States Lawn Tennis Association, perché potesse riprendersi in modo da affrontare la vicina sfida in Davis contro la squadra della Gran Bretagna.
La settimana successiva egli viene comunque battuto al primo turno di Coppa Davis, nella prima partita  del confronto con gli inglesi, da Bunny Austin, e nella terza giornata, sul 2-1 a favore della Gran Bretagna, perde anche la partita decisiva contro Fred Perry al termine di un ennesimo match combattuto, finito 6-4 4-6 6-2 15-13. Neanche l'anno successivo poté affermarsi in Davis dacché quando gli Usa riuscirono a qualificarsi nuovamente per la finale, al Roland Garros contro la Francia, dove i cosiddetti "Moschettieri"  si imposero 3-2, egli viene lasciato in panchina.
Nel doppio maschile ha raggiunto la finale agli U.S. National Championships 1933 insieme a Frank Parker ma vengono sconfitti dalla coppia Lott-Stoefen. Nel doppio misto ha come miglior risultato la finale degli U.S. National Championships 1930 cui partecipa insieme a Marjorie Morrill ma si arrendono a Edith Cross e Wilmer Allison.
In Coppa Davis ha giocato venticinque match con la squadra statunitense vincendone diciannove; della stessa squadra fu capitano nel 1951.
Considerato "fra i più importanti tennisti degli anni ’30", fu nel 1933 il numero uno del tennis statunitense; Giuliano Gerbi, all'epoca corrispondente per il Corriere dello Sport, scrisse di lui nel 1946: «Ha ancora un servizio formidabile». Nel 1964 viene introdotto nell'International Tennis Hall of Fame.

## Filmografia

### Cinema
- L'incrociatore misterioso (Murder in the Fleet), regia di Edward Sedgwick (1935)
- Io vivo la mia vita (I Live My Life), regia di W. S. Van Dyke (1935)
- Ambizione (Come and Get It), regia di Howard Hawks (1936)
- Affairs of Cappy Ricks, regia di Ralph Staub (1937)
- Hoosier Schoolboy, regia di William Nigh (1937)
- Strada sbarrata (Dead End), regia di William Wyler (1937)
- Follie di Hollywood (The Goldwyn Follies), regia di George Marshall (1938)